# Leptocharacidium
Leptocharacidium is een monotypisch geslacht van straalvinnige vissen uit de familie van de grondzalmen (Crenuchidae).

## Soort
- Leptocharacidium omospilus Buckup, 1993